# Tearaway Unfolded
Tearaway Unfolded é um jogo eletrônico de plataforma e aventura desenvolvido pela Media Molecule e Tarsier Studios e publicado pela Sony Computer Entertainment. É uma recriação expandida de Tearaway, lançado para o PlayStation Vita em 2013, e estreou exclusivamente para PlayStation 4 em setembro de 2015. A história segue um mensageiro, Iota ou Atoi, que é encarregado de entregar uma mensagem por um portal que apareceu misteriosamente no céu. A jogabilidade envolve o jogador atravessar diferentes níveis, podendo também modificar os ambientes para revelar novos caminhos e segredos.
O título foi bem recebido ao ser lançado, com os críticos elogiando o estilo visual, projeto geral de jogo, experiência proporcionada e mudanças feitas para melhor aproveitar o PlayStation 4, com as principais críticas centrando-se no grande uso que o jogo faz do acessório PlayStation Camera. Entretanto, Tearaway Unfolded foi considerado um fracasso comercial, com o jogo falhando em aparecer nas tabelas de mais vendidos na América do Norte e Japão e ficando abaixo do esperado no Reino Unido. Este fracasso foi atribuído à fraca campanha de divulgação e o lançamento de outros títulos de maior destaque na mesma semana.